# Euglossa tiputini
Euglossa tiputini är en biart som beskrevs av Roubik 2004. Euglossa tiputini ingår i släktet Euglossa, tribus orkidébin, och familjen långtungebin. Inga underarter finns listade.